# Équipe d'Afrique du Sud de rugby à XV à la Coupe du monde 2003
L'équipe d'Afrique du Sud a terminé quart-de-finaliste de la coupe du monde de rugby 2003, après avoir été battu par l'équipe de Nouvelle-Zélande 29-9.
Les joueurs ci-après ont joué pendant cette coupe du monde 2003. Les noms en gras désignent les joueurs qui ont été titularisés le plus souvent.

## Résultats
(voir également Coupe du monde de rugby 2003)
5 matchs, 3 victoires, 2 défaites.
193 points marqués (27 essais dont 17 transformés, 7 pénalités, 1 drop), 89 points encaissés.

### Poule C
- 11 octobre : Afrique du Sud 72 - 6 Uruguay
- 18 octobre : Angleterre  25 - 6 Afrique du Sud
- 24 octobre : Afrique du Sud 46 - 19 Géorgie
- 1er novembre : Afrique du Sud 60 - 10 Samoa

L'Afrique du Sud termine deuxième de son groupe et se qualifie pour les quarts-de-finale.

### Quarts-de-finale
- 8 novembre : Nouvelle-Zélande 29 - 9 Afrique du Sud

### Meilleurs marqueurs d'essais
- Bakkies Botha, Jaque Fourie, Danie Rossouw, Joost van der Westhuizen, Joe van Niekerk : 3 essais

### Meilleur réalisateur
- Derick Hougaard : 48 points

## Composition

### Première ligne
- Richard Bands (4 matchs, 2 comme titulaire, 1 essai)
- Christo Bezuidenhout  (3 matchs, 3 comme titulaire)
- Danie Coetzee (4 matchs, 2 comme titulaire)
- Faan Rautenbach (4 matchs, 3 comme titulaire)
- Dale Santon (1 match, 0 comme titulaire)
- Lawrence Sephaka (3 matchs, 2 comme titulaire)
- John Smit (5 matchs, 3 comme titulaire)

### Deuxième ligne
- Selborne Boome (3 matchs, 1 comme titulaire)
- Bakkies Botha (5 matchs, 5 comme titulaire, 3 essais)
- Victor Matfield (4 matchs, 4 comme titulaire)

### Troisième ligne
- Schalk Burger (3 matchs, 0 comme titulaire, 1 essai)
- Corne Krige (3 matchs, 3 comme titulaire)
- Danie Rossouw (4 matchs, 3 comme titulaire, 3 essais)
- Hendro Scholtz (2 matchs, 1 comme titulaire, 1 essai, 1 carton jaune)
- Juan Smith (4 matchs, 4 comme titulaire)
- Joe van Niekerk (4 matchs, 4 comme titulaire, 3 essais)

### Demi de mêlée
- Neil de Kock (4 matchs, 1 comme titulaire, 1 essai)
- Joost van der Westhuizen (4 matchs, 4 comme titulaire, 3 essais)

### Demi d’ouverture
- Derick Hougaard (5 matchs, 3 comme titulaire, 2 essais, 10 transformations, 5 pénalités, 1 drop)
- Louis Koen (4 matchs, 2 comme titulaire, 7 transformations, 2 pénalités)

### Trois-quarts centre
- De Wet Barry (4 matchs, 4 comme titulaire)
- Jaque Fourie (4 matchs, 2 comme titulaire, 3 essais)
- Jorrie Muller (4 matchs, 3 comme titulaire, 1 essai)

### Trois-quarts aile
- Thinus Delport (4 matchs, 4 comme titulaire, 1 essai)
- Breyton Paulse (1 match, 1 comme titulaire)
- Stefan Terblanche (1 match, 1 comme titulaire)
- Ashwin Willemse (4 matchs, 4 comme titulaire, 1 essai)

### Arrière
- Werner Greeff (2 matchs, 2 comme titulaire, 1 essai)
- Ricardo Loubscher (2 matchs, 1 comme titulaire)
- Jaco van der Westhuyzen (3 matchs, 3 comme titulaire, 1 essai)